# Vroom in the Night Sky
Vroom in the Night Sky es un juego de acción desarrollado y publicado por Poisoft y lanzado el 3 de marzo de 2017 en Europa y Japón, y el 5 de abril de 2017 en América del Norte para Nintendo Switch.
Recibió críticas universalmente negativas de todos los críticos, se convirtió en uno de los juegos peor evaluados para la plataforma y se consideró un "título de lanzamiento apresurado".

## Jugabilidad
El jugador es una chica mágica que viaja en una moto voladora y recoge artículos llamados "Stardusts", mientras dispara misiles a círculos gigantes para abrir un portal. El jugador también puede obtener Stardusts por hacer "movimientos geniales", que se pueden gastar en motos nuevas.

## Trama
El jugador se llama "Magical Girl Luna" y está intentando abrir un portal conocido como "Magical Gate". Otros personajes en el juego incluyen una criatura voladora y una bruja malvada que, sin embargo, no afecta en la jugabilidad.

## Recepción
El juego recibió una recepción abrumadoramente negativa, con una puntuación global de 17/100 en Metacritic, una de las puntuaciones más bajas del sitio.
La crítica apuntó a sus controles, historia y traducción. Jed Whitaker de Destructoid calificó el juego 1/10, calificándolo de "pila de mierda", y dijo que no solo era uno de los peores juegos en el Switch, sino uno de los peores que había revisado en su vida. Llamó a los controles "resbaladizos" e "imprecisos", ya la historia sin sentido debido a su mala traducción. Afirmó que no podía imaginar "cómo o por qué" Nintendo habría aprobado el juego en venta, llamándolo "shovelware". Glen Fox, de Pocket Gamer, dijo que era mejor "ir afuera y leer un libro" que intentar jugar el juego, llamándolo "realmente horrible" y el precio "insultante". Casey Gibson, de Nintendo World Report, dijo que el juego era "el epítome de un título de lanzamiento apresurado" y que "todos los propietarios de Switch deberían pasar". David Martínez de Hobby Consolas lo describe como «El Superman 64 de Switch» y «Un juego sin magia», por considerarlo un juego malo en todos los ámbitos, aunque considera las «carreras de motos aéreas pilotadas por brujas» como «algo original, por decir algo.», calificándolo con un 15/100.